# Ribaute
Ribaute (en occitano Ribauta) es una población y comuna francesa, en la región de Languedoc-Rosellón, departamento de Aude, en el distrito de Carcasona y cantón de Lagrasse.

## Demografía
| 284 | 285 | 254 | 232 | 190 | 227 |
| Para los censos de 1962 a 1999 la población legal corresponde a la población sin duplicidades (Fuente: INSEE [Consultar]) |     |     |     |     |     |